# Jibrin Dada Chinade

Jibrin Dada Chinade  es un diplomático nigeriano retirado.
De 1950 a 1956 asistió Bauchi Escuela Media / Escuela Secundaria.
De 1956 a 1959  asistió el Gombe Maestro, s College.
De 1960 a 1963 asistió el Commonwealth Scholar en Stranmillis College en Belfast.
En 1964 fue nombrado Oficial de Asuntos Exteriores.
En 1996 fue nombrado Secretario Permanente del Ministerio de Asuntos Exteriores.
De 1969 a 1971 Actuando como Alto Comisionado en Cathedral House, 1-3, Gloucester St. Freetown.
De 1972 a 1974 Encargado de negocios en Bangui, República Centroafricana.
De 1974 a 1977 fue ministro consejero, jefe de Cancillería en la Alta Comisión de Nigeria en Londres.
De 1978 a 1981 fue embajador en Bissau y Praia Cabo Verde.
De 1981 a 1986 fue embajador en La Haya.
De 1986 a 1991 fue director del departamento de Administración y Finanzas y más tarde director general adjunto.
De 1991 a 1996 fue embajador en Moscú.
De 1996 a 1999 ha desempeñó como director general y más tarde secretario permanente.
En 1999 se retiró de la administración pública.
| Predecesor:                       | Anexo:Embajadores de Nigeria en Guinea-Bisáu Embassy of Nigeria No 6 Avenida 14 do Novembro 1978 - 1981 | Sucesor: Musa Muhamadu Bello P.O. Okoli Godwin Owoicho Agamah |
| Predecesor:                       | Anexo:Embajadores de Nigeria en Países Bajos 1981 - 1986                                                | Sucesor: Olatokunboh Awolowo-Dosumu                           |
| Predecesor: Zubair Mahmud Kazaure | Anexo:Embajadores de Nigeria en Rusia 1991 - 1996                                                       | Sucesor: en:Abdullahi Sarki Mukhtar                           |